# Kim Cattrall
Kim Victoria Cattrall (n. 21 august 1956, Liverpool, Anglia, Regatul Unit) este o actriță canadiană-britanică. A devenit cunoscută pentru rolul lui Samantha Jones⁠(d) din serialul HBO Totul despre sex (1998–2004), pentru care a obținut cinci nominalizări la Premiile Emmy⁠(d) și patru nominalizări la Globul de Aur, câștigând Globul de Aur în 2002⁠(d) la categoria cea mai bună actriță în rol secundar. A reluat rolul în filmele Totul despre sex (2008) și Totul despre sex 2⁠(d) (2010).
Cattrall a debutat în film cu rolul din Rosebud⁠(d) (1975) și a continuat să apară în diverse roluri de televiziune. A devenit cunoscută în anii 1980 datorită rolurilor din filme precum Ticket to Heaven⁠(d) (1981), Academia de poliție (1984), City Limits⁠(d) (1985), Scandal în cartierul chinezesc (1986), Manechinul⁠(d) (1987), Mascarada⁠(d) (1988), Midnight Crossing⁠(d) (1988) și Întoarcerea muschetarilor⁠(d) (1989). A apărut în patru lungmetraje ale regizorului Bob Clark⁠(d): Tribute⁠(d) (1980), Barul lui Porky⁠(d) (1981), Turk 182⁠(d) (1985) și Bebeluși geniali⁠(d) (1999). A mai apărut în Rugul vanităților⁠(d) (1990), Star Trek VI: The Undiscovered Country (1991), Clipa decisivă⁠(d) (1992), Prețul răzbunării⁠(d) (1995), 15 Minute⁠(d) (2001), Prietenii sunt pentru totdeauna⁠(d) (2002), Prințesa Gheții⁠(d) (2005), Băiatul meu Jack⁠(d) (2007), Marioneta⁠(d) (2010) și Ea e Monica Velour⁠(d) (2010).
În teatru, Cattrall a apărut pe Broadway în producția Wild Honey⁠(d) din 1986 a lui Michael Frayn⁠(d). A avut roluri în piesele de teatru Miss Julie⁠(d) a lui August Strindberg (McCarter Theatre Center, 1993), Antony și Cleopatra a lui William Shakespeare (Liverpool Playhouse, 2010), Private Lives⁠(d) a lui Noël Coward (Broadway, 2011) și Dulcea pasăre a tinereții de Tennessee Williams (The Old Vic, 2013).
Din 2014 până în 2016, Cattrall a jucat și a fost producător executiv pentru serialul HBO Canada Sensitive Skin⁠(d), rol pentru care a obținut o nominalizare la Canadian Screen Award pentru cea mai bună actriță într-un serial de comedie⁠(d). Ulterior, a apărut în serialul de televiziune online Tell Me a Story al Paramount+ și în drama Fox Filthy Rich⁠(d). Începând din 2022, are un rol în How I Met Your Father⁠(d) și o interpretează pe Brenda Beaumont în Queer as Folk⁠(d).

## Biografie
Kim Victoria Cattrall s-a născut la 21 august 1956 în zona Mossley Hill⁠(d) din Liverpool, fiica secretarei Gladys Shane (născută Baugh) și a inginerului de construcții Dennis Cattrall. A avut un frate pe nume Christopher (decedat în 2018). La vârsta de trei luni, familia sa a emigrat în Canada și s-a stabilit în Courtenay, Columbia Britanică⁠(d). La 11 ani, s-a întors în Liverpool, deoarece bunica sa s-a îmbolnăvit. S-a specializat în actorie la Academia de Muzică și Artă Dramatică din Londra⁠(d), dar s-a întors în Canada un an mai târziu și s-a mutat în New York City la vârsta de 16 ani pentru a-și începe cariera.

## Cariera

### 1972-2008
Cattrall și-a început cariera după ce a absolvit Liceul Georges P. Vanier⁠(d) în 1972. A studiat la Academia Americană de Arte Dramatice⁠(d), iar la absolvire a semnat un contract de cinci ani cu regizorul Otto Preminger. Și-a făcut debutul în film cu rolul din filmul thriller Rosebud (1975) al acestuia. Un an mai târziu, Universal Studios i-a cumpărat contractul. Reprezentanta din New York a companiei, Eleanor Kilgallen (sora jurnalistei Dorothy Kilgallen⁠(d)), i-a oferit acesteia numeroase roluri episodice de televiziune. Unul dintre primele roluri obținute a fost într-un episod al serialului Quincy, M.E.⁠(d).
În 1978, Cattrall a apărut într-un episod din Columbo și în episodul „Blindfold” al serialului de acțiune din anii 1970 Starsky & Hutch⁠(d). A jucat în The Bastard⁠(d) (1978) și The Rebels⁠(d) (1979), două miniserii de televiziune bazate pe romanele publicate sub același nume de John Jakes⁠(d). În 1979, a interpretat-o pe Dr. Gabrielle White în serialul The Incredible Hulk⁠(d), unul dintre puținele personaje care știau că David Banner (alter egoul personajului din titlu) este creatura Hulk. A apărut alături de Jack Lemmon în filmul Tribute (1980), nominalizat la Oscar, în Crossbar⁠(d) și în Ticket to Heaven.
În 1981, Cattrall a jucat rolul profesoarei de educație fizică Honeywell în Barul lui Porky, iar trei ani mai târziu a avut un rol în filmul Academia de poliție. În 1985 a apărut în trei filme: Turk 182, City Limits și Hold-Up⁠(d), ultimul împreună cu actorul francez Jean-Paul Belmondo. În 1986, a jucat alături de Kurt Russell în filmul de acțiune Scandal în cartierul chinezesc. În 1987, a avut rolul principal în filmul de comedie Manechinul, devenit între timp film cult. Unul dintre cele mai cunoscute roluri ale sale este cel al locotenentului Valeris din Star Trek VI: Tărâmul nedescoperit.
Pe lângă cariera cinematografică, Cattrall este și actriță de scenă, având roluri în piese de teatru precum A View from the Bridge⁠(d) de Arthur Miller și Three Sisters și Wild Honey de Anton Cehov.
În 1997, a primit un rol în Totul despre sex, serialul lui Darren Star⁠(d), difuzat de HBO, devenind cunoscută la nivel internațional în rolul Samanthei Jones. Datorită succesului obținut, a apărut în reclame de televiziune pentru Pepsi One⁠(d). Totul despre sex a fost difuzat timp de șase sezoane și s-a încheiat în primăvara anului 2004, având 10,6 milioane de telespectatori. Și-a reluat acest rol în filmul Totul despre sex, lansat pe 30 mai 2008, și în continuarea lansată în mai 2010. Pentru rolul din serialul, Cattrall a fost nominalizată la cinci premii Emmy și patru Globuri de Aur, câștigând unul în 2002. De asemenea, a obținut două premii Screen Actors Guild Awards alături de colegele sale de platou Sarah Jessica Parker, Kristin Davis⁠(d) și Cynthia Nixon. Cu toate acestea, Cattrall a dezvăluit mai târziu că între ea și Sarah Jessica Parker nu au existat relații cordiale. A fost inclusă pe lista celor mai frumoase 50 de staruri ale tuturor timpurilor de către TV Guide în 2005. În 2008, ea a fost onorată a fost Cosmopolitan UK Ultimate Women of the Year Awards cu premiul Ultimate Icon Award pentru rolul său din Totul despre sex. I-a fost acordat premiul NBC Universal Canada Ward of Distinction în cadrul Festivalului Banff World TV din 2008.
În 2005, a apărut în filmul Disney Prințesa Gheții, în care a interpretat-o pe Tina Harwood, antrenoarea de patinaj a personajului principal. A avut rolul lui Claire, o femeie paralizată care își dorește să moară, în piesa dramatică Whose Life Is It Anyway?⁠(d). A fost onorată de revista Glamour cu un premiu pentru activitatea teatrală. La sfârșitul anului 2005, a apărut într-o serie de reclame de televiziune pentru ceaiul Tetley⁠(d). În iulie 2006, acesta a apărut într-o reclamă pentru mașinile Nissan în rolul Samanthei Jones, nedifuzată în Noua Zeelandă din cauza aluziilor sexuale.  Mai târziu, a jucat alături de Brendan Gleeson în filmul de comedie neagră Coada tigrului⁠(d) (2006) și alături de David Haig⁠(d), Daniel Radcliffe și Carey Mulligan în My Boy Jack.

## Filmografie

### Film
| An   | Titlu                                         | Rol                          | Note |
| ---- | --------------------------------------------- | ---------------------------- | ---- |
| 1975 | Rosebud                                       | Joyce Donnovan               |      |
| 1977 | Deadly Harvest                                | Susan Franklin               |      |
| 1979 | Crossbar                                      | Katie Barlow                 |      |
| 1980 | Tribute                                       | Sally Haines                 |      |
| 1981 | Ticket to Heaven                              | Ruthie                       |      |
| 1982 | Porky's                                       | Miss Lynn "Lassie" Honeywell |      |
| 1984 | Police Academy                                | Cadet Karen Thompson         |      |
| 1985 | Turk 182                                      | Danny Boudreau               |      |
| 1985 | City Limits                                   | Wickings                     |      |
| 1985 | Hold-Up                                       | Lise                         |      |
| 1986 | Big Trouble in Little China                   | Gracie Law                   |      |
| 1987 | Mannequin                                     | Ema "Emmy" Hesire            |      |
| 1988 | Masquerade                                    | Brooke Morrison              |      |
| 1988 | Midnight Crossing                             | Alexa Schubb                 |      |
| 1988 | Palais Royale                                 | Odessa Muldoon               |      |
| 1989 | The Return of the Musketeers                  | Justine de Winter            |      |
| 1989 | La famiglia Buonanotte                        | Aunt Eva                     |      |
| 1989 | Honeymoon Academy                             | Chris                        |      |
| 1990 | The Bonfire of the Vanities                   | Judy McCoy                   |      |
| 1991 | Star Trek VI: The Undiscovered Country        | Lieutenant Valeris           |      |
| 1992 | Split Second                                  | Michelle McLaine             |      |
| 1994 | Breaking Point                                | Allison Meadows              |      |
| 1995 | Above Suspicion                               | Gail Cain                    |      |
| 1995 | Live Nude Girls                               | Jamie                        |      |
| 1996 | Unforgettable                                 | Kelly                        |      |
| 1996 | Where Truth Lies                              | Racquel Chambers             |      |
| 1997 | Exception to the Rule                         | Carla Rainer                 |      |
| 1998 | Modern Vampires                               | Ulrike                       |      |
| 1999 | Baby Geniuses                                 | Robin                        |      |
| 2001 | 15 Minutes                                    | Cassandra                    |      |
| 2002 | Crossroads                                    | Caroline Wagner              |      |
| 2005 | Ice Princess                                  | Tina Harwood                 |      |
| 2006 | The Tiger's Tail                              | Jane O'Leary                 |      |
| 2007 | Shortcut to Happiness                         | Constance Hurry              |      |
| 2008 | Sex and the City                              | Samantha Jones               |      |
| 2010 | The Ghost Writer                              | Amelia Bly                   |      |
| 2010 | Meet Monica Velour                            | Monica Velour                |      |
| 2010 | Sex and the City 2                            | Samantha Jones               |      |
| 2019 | Horrible Histories: The Movie – Rotten Romans | Agrippina                    |      |
| TBA  | About My Father                               | Tigger                       | TBA  |

### Televiziune
| An        | Titlu                                     | Rol                          |                                                     |
| --------- | ----------------------------------------- | ---------------------------- | --------------------------------------------------- |
| 1976      | Dead on Target                            | Secretary                    | Necreditat; Film de televiziune                     |
| 1977      | Good Against Evil                         | Linday Isley                 | Film de televiziune                                 |
| 1977      | Quincy, M.E.                              | Joy DeReatis                 | Episodul: "Let Me Light the Way"                    |
| 1977      | Logan's Run                               | Rama II                      | Episodul: "Half Life"                               |
| 1977      | Switch                                    | Captain Judith Pierce        | Episodul: "Dancer"                                  |
| 1977      | What Really Happened to the Class of '65? | Cynthia                      | Episodul: "The Girl Nobody Knew"                    |
| 1978      | The Hardy Boys/Nancy Drew Mysteries       | Marie Claire                 | 2 episoade                                          |
| 1978      | Columbo                                   | Joanne Nicholls              | Episodul: "How to Dial a Murder"                    |
| 1978      | The Bastard                               | Anne Ware                    | Miniserie                                           |
| 1978      | Starsky & Hutch                           | Emily Harrison               | Episodul: "Blindfold"                               |
| 1978      | The Paper Chase                           | Karen Clayton                | Episodul: "Da Da"                                   |
| 1978      | Family                                    | Susan Madison                | Episodul: "Just Friends"                            |
| 1979      | The Incredible Hulk                       | Gabrielle White              | Episodul: "Kindred Spirits"                         |
| 1979      | How the West Was Won                      | Dolores                      | Episodul: "The Slavers"                             |
| 1979      | Vegas                                     | Princess Zara                | Episodul: "The Visitor"                             |
| 1979      | The Night Rider                           | Regina Kenton                | Film de televiziune                                 |
| 1979      | The Rebels                                | Anne Kent                    | Miniserie                                           |
| 1979      | Crossbar                                  | Katie Barlow                 | Film de televiziune                                 |
| 1979      | Charlie's Angels                          | Sharon Kellerman             | Episodul: "Angels at the Altar"                     |
| 1979      | Trapper John, M.D.                        | Princess Allya               | Episodul: "The Surrogate"                           |
| 1980      | Scruples                                  | Melanie Adams                | Miniserie; 3 episoade                               |
| 1980      | The Gossip Columnist                      | Dina Moran                   | Film de televiziune                                 |
| 1980      | Hagen                                     | Carol Sawyer                 | Episodul: "Nightmare"                               |
| 1982      | Trapper John, M.D.                        | Amy West                     | Episodul: "You Pays Your Money"                     |
| 1983      | Tales of the Gold Monkey                  | Whitney Bunting              | Episodul: "Naka Jima Kill"                          |
| 1984      | Sins of the Past                          | Paula Bennett                | Film de televiziune                                 |
| 1991      | Miracle in the Wilderness                 | Dora Adams                   | Film de televiziune                                 |
| 1992      | Double Vision                             | Caroline/Lisa                | Film de televiziune                                 |
| 1993      | Running Delilah                           | Christina/Delilah            | Film de televiziune                                 |
| 1993      | Wild Palms                                | Paige Katz                   | Miniserie; 5 episoade                               |
| 1993      | Angel Falls                               | Genna Harrison               | Rol principal; 6 episoade                           |
| 1994      | Dream On                                  | Jeannie                      | Episodul: "The Homecoming Queen"                    |
| 1994      | Screen One                                | Sydnie                       | Episodul: "Two Golden Balls"                        |
| 1995      | Tom Clancy's Op Center                    | Jane Hood                    | Miniserie; 2 episoade                               |
| 1995      | The Heidi Chronicles                      | Susan                        | Film de televiziune                                 |
| 1996      | Visul oricărei femei                      | Liz Wells                    | Film de televiziune                                 |
| 1997      | The Outer Limits                          | Rebecca Highfield            | Episodul: "Re-generation"                           |
| 1997      | Invasion                                  | Sheila Moran                 | Miniserie; 2 episoade                               |
| 1997      | Rugrats                                   | Melinda Finster (voce)       | Episodul: "Mother's Day"                            |
| 1997      | Duckman                                   | Tami Margulies (voce)        | Episodul: "The Tami Show"                           |
| 1998      | Creature                                  | Amanda Mayson                | Miniserie; 2 episoade                               |
| 1998–2004 | Sex and the City                          | Samantha Jones               | Rol principal; 94 de episoade                       |
| 1999      | 36 Hours to Die                           | Kim Stone                    | Film de televiziune                                 |
| 1999      | 51st Primetime Emmy Awards                | Prezentator                  | TV Special                                          |
| 2000      | 57th Golden Globe Awards                  | Nominalizat                  | TV Special                                          |
| 2001      | 7th Screen Actors Guild Awards            | Prezentator și nominalizat   | TV Special                                          |
| 2001      | 53rd Primetime Emmy Awards                | Prezentator                  | TV Special                                          |
| 2004      | The Simpsons                              | Chloe Talbot (voce)          | Episodul: "She Used to Be My Girl"                  |
| 2005      | Kim Cattrall: Sexual Intelligence         | Kim Cattrall                 | Film documentar de televiziune; Producător executiv |
| 2007      | My Boy Jack                               | Caroline Kipling             | Film de televiziune                                 |
| 2007      | The Sunday Night Project                  | Kim Cattrall                 | Gazdă; sezonul 5, episodul 13                       |
| 2009–2011 | Producing Parker                          | Dee (voce)                   | 26 de episoade                                      |
| 2009      | Who Do You Think You Are? (UK)            | Kim Cattrall                 | Episodul: "Kim Cattrall"                            |
| 2009      | The Simpsons                              | Fourth Simpsons child (voce) | Episodul: "O Brother, Where Bart Thou?"             |
| 2010      | Any Human Heart                           | Gloria Scabius               | Miniserie; 2 episoade                               |
| 2011      | Who Do You Think You Are? (US)            | Kim Cattrall                 | Episodul: "Kim Cattrall"                            |
| 2011      | Upstairs Downstairs Abbey                 | Countess of Grantham         |                                                     |
| 2014–2016 | Sensitive Skin                            | Davina Jackson               | Rol principal; 12 episoade                          |
| 2016      | The Witness for the Prosecution           | Emily French                 | Serial; 2 episoade                                  |
| 2017      | Modus                                     | US President Helen Tyler     | Sezonul 2                                           |
| 2018–2019 | Tell Me a Story                           | Colleen Powell               | Rol principal (Sezonul 1)                           |
| 2020      | Filthy Rich                               | Margaret Monreaux            | Rol principal, 10 episoade; Producător executiv     |
| 2022      | New York: World's Richest City            | Narator (voce)               | Serie de documentare                                |
| 2022      | How I Met Your Father                     | Future Sophie                | Narator                                             |
| 2022      | Queer as Folk                             | Brenda Beaumont              | Rol secundar                                        |

### Teatru
| An   | Titl                     | Rol                | Locație                              |
| ---- | ------------------------ | ------------------ | ------------------------------------ |
| 1976 | The Rocky Horror Show    | Janet              | Ryerson Theatre                      |
| 1982 | A View from the Bridge   | Interpret          | Lee Strasberg Institute              |
| 1985 | Three Sisters            | Masha              | Los Angeles Theatre Center           |
| 1986 | Wild Honey               | Sofya              | Ahmanson Theatre                     |
| 1986 | Wild Honey               | Sofya              | Virginia Theatre (Debut pe Broadway) |
| 1989 | The Misanthrope          | Célimène           | La Jolla Playhouse                   |
| 1989 | The Misanthrope          | Célimène           | Goodman Theatre                      |
| 1993 | Miss Julie               | Miss Julie         | McCarter Theatre                     |
| 2005 | Whose Life Is It Anyway? | Claire Harrison    | Harold Pinter Theatre                |
| 2006 | The Cryptogram           | Donny              | Donmar Warehouse                     |
| 2010 | Private Lives            | Amanda             | Theatre Royal, Bath                  |
| 2010 | Private Lives            | Amanda             | Vaudeville Theatre                   |
| 2010 | Antony and Cleopatra     | Cleopatra          | Liverpool Playhouse                  |
| 2011 | Private Lives            | Amanda             | Royal Alexandra Theatre              |
| 2011 | Private Lives            | Amanda             | Music Box Theatre                    |
| 2012 | Antony and Cleopatra     | Cleopatra          | Chichester Festival Theatre          |
| 2013 | Sweet Bird of Youth      | Alexandra Del Lago | The Old Vic                          |